# Bossiaea buxifolia
Bossiaea buxifolia là một loài thực vật có hoa trong họ Đậu. Loài này được A.Cunn. miêu tả khoa học đầu tiên.